# Gran Premio d'Italia 1978
Il Gran Premio d'Italia 1978 è stata la quattordicesima prova della stagione 1978 del Campionato mondiale di Formula 1. Si è corsa domenica 10 settembre 1978 sul Circuito di Monza. La gara è stata vinta dall'austriaco Niki Lauda su Brabham-Alfa Romeo; per il vincitore si trattò del diciassettesimo successo nel mondiale. Ha preceduto sul traguardo il britannico John Watson, anch'egli su Brabham-Alfa Romeo, e l'argentino Carlos Reutemann su Ferrari. Lo statunitense Mario Andretti su Lotus-Ford Cosworth e il canadese Gilles Villeneuve su Ferrari, giunti sul traguardo, rispettivamente, primo e secondo, vennero penalizzati di un minuto per partenza anticipata, venendo così retrocessi al sesto e settimo posto della graduatoria.
La partenza del gran premio venne funestata da un grave incidente che coinvolse diversi piloti, costringendo a un'interruzione della gara e a una seconda partenza; a seguito delle ferite riportate, lo svedese Ronnie Peterson, della Lotus, perì il giorno seguente al gran premio, presso l'Ospedale Niguarda di Milano. In conseguenza di questo decesso Mario Andretti si laureò matematicamente campione del mondo di Formula 1 per la stagione 1978, per l'unica volta nella carriera, in considerazione del fatto che Peterson era rimasto l'unico pilota che poteva ancora superarlo nella classifica del mondiale piloti.

## Vigilia

### Sviluppi futuri
A sorpresa, rispetto alle voci precedenti, Umberto Agnelli, vicepresidente del gruppo FIAT, dichiarò l'intenzione della Ferrari di voler confermare, quale pilota titolare per il 1979, assieme al già annunciato Jody Scheckter proveniente dalla Wolf, il canadese Gilles Villeneuve e non il più esperto Carlos Reutemann. L'argentino venne subito avvicinato alla Lotus per la stagione successiva, ove avrebbe preso il posto di Ronnie Peterson. Lo svedese era in procinto di passare alla McLaren, per far coppia con Patrick Tambay. James Hunt era invece destinato alla Wolf.
Nel weekend del gran premio la Lotus ufficializzò l'ingaggio di Reutemann, che venne preferito a Clay Regazzoni e Bruno Giacomelli. Per Giacomelli venne anche prospettata l'ipotesi di diventare pilota titolare alla McLaren, con Patrick Tambay in uscita verso la Williams. La Matra, che riforniva di motori la Ligier, annunciò la volontà di abbandonare la F1 al termine della stagione. La scuderia affermò la propria volontà di continuare a competere, e decise di affidarsi a motori Ford Cosworth. Venne anche annunciato il passaggio di Patrick Depailler alla scuderia francese per il 1979, per far coppia con Jacques Laffite.

Mario Andretti era a un passo dal laurearsi campione del mondo piloti per la stagione 1978

Delle problematiche ambientali e la scadenza dell'accordo tra i Comuni di Monza e Milano con la SIAS, la società che gestiva l'autodromo brianzolo, al 31 dicembre 1978, misero in dubbio la prosecuzione dell'attività sportiva sul tracciato monzese. La Regione Lombardia, al termine di un incontro con i responsabili dell'Automobile Club Milano ai primi di agosto, ribadì come non vi fossero degli impedimenti alla prosecuzione dell'attività automobilistica derivanti da leggi regionali, almeno fino all'approvazione di un disegno di legge che, istituendo il parco regionale della Valle del Lambro, vi ricomprendesse anche il sito dell'autodromo. I rappresentanti dell'AC Milano proposero, in tal caso, la creazione di un nuovo tracciato, che potessero sostituire quello esistente, da localizzare sempre nei dintorni di Monza. Il 5 settembre, con un comunicato congiunto, i due comuni coinvolti annunciarono di volere prolungare di un anno il contratto con la SIAS per la gestione del tracciato. L'8 settembre l'AC Milano presentò il progetto per la costruzione di un nuovo autodromo, il Monza 2, che avrebbe sostituito l'autodromo presente, qualora l'attività sportiva sullo stesso fosse stata vietata per ragioni ambientali. Il tracciato, lungo 6,975 km, avrebbe ricalcato il disegno di quello del vecchio autodromo e sarebbe stato costruito in una zona ancora da individuare, a Nord di Milano.

### Analisi per il campionato piloti
Mario Andretti comandava la classifica piloti con 12 punti di vantaggio sul suo compagno di scuderia Ronnie Peterson; il mondiale lo vinse "grazie" alla scomparsa di Peterson, l'unico che poteva ancora impensierirlo nella lotta al titolo. L'italoamericano avrebbe fatto suo il campionato se avesse vinto e lo svedese non fosse giunto a podio, oppure fosse giunto secondo con Peterson che non otteneva punti.
La Lotus si era già aggiudicata matematicamente la Coppa Costruttori.

### Aspetti tecnici
La Wolf ripresentò il modello WR5. La BS Fabrications fornì a Nelson Piquet una McLaren M23: questo fu l'ultimo gran premio valido per il mondiale al quale prese parte questo modello, nato nel 1973; esso fu il più vincente della storia del mondiale di F1, con ben 16 successi (e 4 in gare non valide per il campionato), e i titoli piloti di Emerson Fittipaldi, nel 1974, e di James Hunt, nel 1976.

### Aspetti sportivi

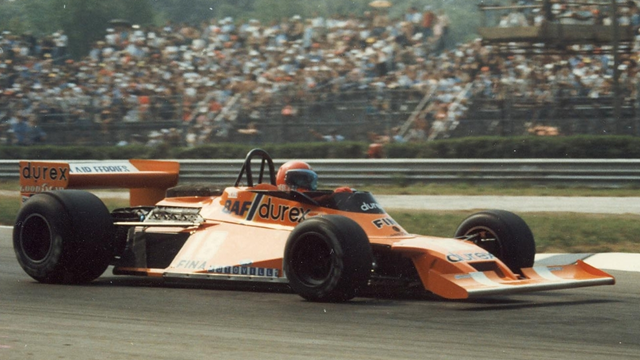
Gimax tentò, senza successo, di qualificarsi al gran premio. Fu l'ultimo pilota a iscriversi a una gara del mondiale di F1 con uno pseudonimo.

Nonostante le preoccupazioni per il futuro del tracciato gran parte della pista venne riasfaltata e vennero aggiunte tribune per altri 3.200 spettatori, portando il totale dei posti a sedere a 15.000.
L'esordiente Gimax, al secolo Carlo Franchi, trovò un volante alla Surtees, ove prese il posto di Rupert Keegan, infortunatosi nel precedente Gran Premio d'Olanda. L'altro pilota italiano, Alberto Colombo, già non qualificato nei gran premi di Belgio e Spagna con l'ATS, venne impiegato sulla Merzario, che per la prima, e unica, volta schierò due vetture. Venne prospettata l'ipotesi che l'Alfa Romeo potesse presentare per questo gran premio una sua vettura (affidata a Vittorio Brambilla, che l'aveva già testata a lungo), oltre che continuare a fornire i propulsori alla Brabham. Successivamente l'Alfa Romeo rimandò l'esordio all'approntamento di un nuovo propulsore. Questa scelta venne accolta con favore da Niki Lauda, pilota della Brabham (che pure aveva testato la vettura approntata dall'Alfa), in quanto ciò consentiva un maggior impegno della casa italiana nella fornitura dei motori. Non partecipò alla gara, dopo la non qualificazione in Olanda, l'Interscope Racing; abbandonò il mondiale, definitivamente, la Martini.

Arturo Merzario venne ammesso alle qualifiche nonostante l'assenza di vetture Alfa Romeo

Anche in questa occasione, visto l'elevato numero di iscritti, furono necessarie le prequalifiche. Arturo Merzario venne direttamente inserito nella lista dei piloti partecipanti alle qualifiche, su decisione della FOCA. Il suo inserimento era però legato alla eventuale presenza della vettura dell'Alfa Romeo: in assenza di tale vettura venne confermata la sua partecipazione alle qualifiche.

## Prequalifiche

### Resoconto
Le prequalifiche si svolsero nel fine settimana precedente a quello del gran premio. Vi parteciparono sette piloti, e solo i migliori tre vennero ammessi alle qualifiche. Tra i non qualificati ci furono Keke Rosberg, che scontò la rottura del propulsore della sua Wolf gestita dalla Theodore Racing, Rolf Stommelen, che lamentò per la tenuta di strada della sua vettura, e Alberto Colombo, che soffrì per un problema al cambio.

### Risultati
Nella sessione di prequalifica si è avuta questa situazione:
| Pos | Nº | Pilota          | Costruttore            | Tempo   | Status |
| --- | -- | --------------- | ---------------------- | ------- | ------ |
| 1   | 25 | Héctor Rebaque  | Lotus-Ford Cosworth    | 1'39"88 | PQ     |
| 2   | 29 | Nelson Piquet   | McLaren-Ford Cosworth  | 1'40"11 | PQ     |
| 3   | 30 | Brett Lunger    | McLaren-Ford Cosworth  | 1'40"24 | PQ     |
| NPQ | 23 | Harald Ertl     | Ensign-Ford Cosworth   | 1'40"27 | NPQ    |
| NPQ | 32 | Keke Rosberg    | Wolf-Ford Cosworth     | 1'40"75 | NPQ    |
| NPQ | 36 | Rolf Stommelen  | Arrows-Ford Cosworth   | 1'40"93 | NPQ    |
| NPQ | 34 | Alberto Colombo | Merzario-Ford Cosworth | 1'42"24 | NPQ    |

## Qualifiche

### Resoconto

Jean-Pierre Jabouille conquistò la seconda fila con la Renault.

Jochen Mass, infortunatosi a una gamba durante dei test privati a Silverstone la settimana precedente il gran premio, venne sostituito all'ATS dall'austriaco Harald Ertl, che aveva già affrontato, senza successo, le prequalifiche con una Ensign. Inizialmente era stato prospettato l'esordio per l'italiano Piercarlo Ghinzani.
Nella prima giornata di prove, caratterizzata da un improvviso aumento delle temperature, che mise a dura prova la tenuta dei motori, il tempo migliore fu di Mario Andretti su Lotus, in 1'37"780, alla media di 213,540 km/h, tempo che rappresentava il nuovo record ufficioso della pista, di due decimi più basso di quello fatto segnare da Gilles Villeneuve nelle prove libere della settimana precedente al gran premio. Dietro ad Andretti si pose il compagno di scuderia Ronnie Peterson, che ruppe il motore nella sessione del mattino e fu costretto a utilizzare il muletto, una Lotus 78, per il resto della giornata. Terzo chiuse Jean-Pierre Jabouille su Renault, che precedette Villeneuve. Vi furono invece dei problemi tecnici per la Brabham-Alfa Romeo, con Niki Lauda che scontò la rottura del propulsore, chiudendo ottavo.
Al sabato Andretti confermò la pole, sedicesima nel mondiale e settima in stagione, portando il suo tempo a 1'37"520. In prima fila si qualificò Gilles Villeneuve, staccato di tre decimi, mentre la seconda fila fu per Jean-Pierre Jabouille e Niki Lauda. A causa del miglioramento dei tempi di questi piloti, l'altro corridore della Lotus, Ronnie Peterson, retrocedette in quinta posizione. La Renault di Jabouille toccò nel corso delle prove i 273 km/h.

### Risultati
Nella sessione di qualifica si è avuta questa situazione:
| Pos                     | Nº | Pilota                | Costruttore              | Tempo    | Griglia |
| ----------------------- | -- | --------------------- | ------------------------ | -------- | ------- |
| 1                       | 5  | Mario Andretti        | Lotus-Ford Cosworth      | 1'37"520 | 1       |
| 2                       | 12 | Gilles Villeneuve     | Ferrari                  | 1'37"866 | 2       |
| 3                       | 15 | Jean-Pierre Jabouille | Renault                  | 1'37"930 | 3       |
| 4                       | 1  | Niki Lauda            | Brabham-Alfa Romeo       | 1'38"215 | 4       |
| 5                       | 6  | Ronnie Peterson       | Lotus-Ford Cosworth      | 1'38"256 | 5       |
| 6                       | 27 | Alan Jones            | Williams-Ford Cosworth   | 1'38"271 | 6       |
| 7                       | 2  | John Watson           | Brabham-Alfa Romeo       | 1'38"610 | 7       |
| 8                       | 26 | Jacques Laffite       | Ligier-Matra             | 1'38"917 | 8       |
| 9                       | 20 | Jody Scheckter        | Wolf-Ford Cosworth       | 1'38"937 | 9       |
| 10                      | 7  | James Hunt            | McLaren-Ford Cosworth    | 1'38"938 | 10      |
| 11                      | 11 | Carlos Reutemann      | Ferrari                  | 1'38"959 | 11      |
| 12                      | 35 | Riccardo Patrese      | Arrows-Ford Cosworth     | 1'39"179 | 12      |
| 13                      | 14 | Emerson Fittipaldi    | Fittipaldi-Ford Cosworth | 1'39"421 | 13      |
| 14                      | 3  | Didier Pironi         | Tyrrell-Ford Cosworth    | 1'39"531 | 14      |
| 15                      | 17 | Clay Regazzoni        | Shadow-Ford Cosworth     | 1'39"621 | 15      |
| 16                      | 4  | Patrick Depailler     | Tyrrell-Ford Cosworth    | 1'39"630 | 16      |
| 17                      | 16 | Hans-Joachim Stuck    | Shadow-Ford Cosworth     | 1'39"701 | 17      |
| 18                      | 22 | Derek Daly            | Ensign-Ford Cosworth     | 1'40"075 | 18      |
| 19                      | 8  | Patrick Tambay        | McLaren-Ford Cosworth    | 1'40"163 | 19      |
| 20                      | 33 | Bruno Giacomelli      | McLaren-Ford Cosworth    | 1'40"199 | 20      |
| 21                      | 30 | Brett Lunger          | McLaren-Ford Cosworth    | 1'40"302 | 21      |
| 22                      | 37 | Arturo Merzario       | Merzario-Ford Cosworth   | 1'40"702 | 22      |
| 23                      | 19 | Vittorio Brambilla    | Surtees-Ford Cosworth    | 1'40"805 | 23      |
| 24                      | 29 | Nelson Piquet         | McLaren-Ford Cosworth    | 1'40"846 | 24      |
| Vetture non qualificate |    |                       |                          |          |         |
| NQ                      | 25 | Héctor Rebaque        | Lotus-Ford Cosworth      | 1'41"063 | NQ      |
| NQ                      | 10 | Harald Ertl           | ATS-Ford Cosworth        | 1'41"185 | NQ      |
| NQ                      | 9  | Michael Bleekemolen   | ATS-Ford Cosworth        | 1'41"677 | NQ      |
| NQ                      | 18 | Gimax                 | Surtees-Ford Cosworth    | 1'44"408 | NQ      |

## Gara

### Resoconto
Durante il warm-up Ronnie Peterson danneggiò la sua Lotus, rendendola inutilizzabile per la gara. Come già nelle qualifiche i meccanici gli approntarono il muletto, una Lotus 78, montandoci il motore della vettura incidentata. Al termine del giro di ricognizione lo svedese rientrò ai box per alcuni inconvenienti all'alimentazione, ma venne comunque rimandato in pista poco dopo.
Allo scattare del semaforo verde lo spunto migliore lo ebbe Gilles Villeneuve, che passò per primo alla variante Goodyear, seguito nell'ordine da Niki Lauda, Mario Andretti, Jean-Pierre Jabouille, John Watson, Alan Jones, Jacques Laffite, Jody Scheckter e Riccardo Patrese.

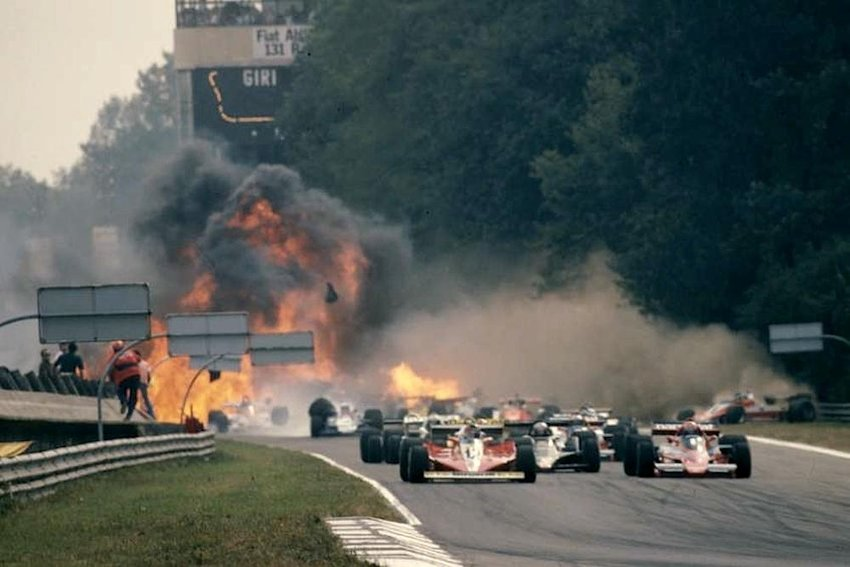
Incidente al Gran Premio di Monza 1978

Il via alla gara era però stato dato mentre le vetture in fondo allo schieramento non erano ancora del tutto ferme sugli stalli di partenza; dal canto suo Ronnie Peterson si mosse lentamente (forse perché il motore nell'incidente della mattina aveva imbarcato sabbia) e venne rapidamente circondato dai piloti delle retrovie, che di fatto erano partiti lanciati. All'altezza della chicane la bagarre si risolse in un incidente che coinvolse in totale dieci piloti (oltre a Peterson, James Hunt, Derek Daly, Didier Pironi, Hans-Joachim Stuck, Vittorio Brambilla, Clay Regazzoni, Patrick Depailler, Brett Lunger e Carlos Reutemann): ebbe la peggio proprio lo svedese, la cui Lotus venne urtata dalla McLaren di Hunt, uscì di pista, sbatté contro il guardrail posto all'imbocco del vecchio anello ad alta velocità e quindi rimbalzò in mezzo al tracciato avvolta dalle fiamme. Nel mentre Brambilla e Stuck vennero colpiti dalle ruote perse dalle monoposto: il tedesco uscì praticamente illeso, mentre l'italiano riportò gravi ferite e dovette essere trasportato d'urgenza in ospedale, ove rimase per qualche tempo in coma (dal quale poi si riprenderà completamente).
Il caos in pista venne aggravato dalle forze dell'ordine italiane, che nel tentativo di impedire l'accesso ai curiosi alla scena dell'incidente finirono per rallentare anche l'arrivo dei soccorsi. Nel mentre Peterson era cosciente, ma intrappolato nel relitto incendiato della vettura, con varie fratture agli arti inferiori: per metterlo in salvo intervennero alcuni suoi colleghi, come Hunt e Clay Regazzoni, e i volontari della CEA Squadra Corse, i quali spensero prontamente le fiamme (dopo questo avvenimento, essi saranno soprannominati "i Leoni della CEA" per denotare il coraggio e la tenacia nei soccorsi). Per questo suo impegno Hunt venne premiato con la Conchiglia d'oro da parte dell'Automobile Club di Svezia.

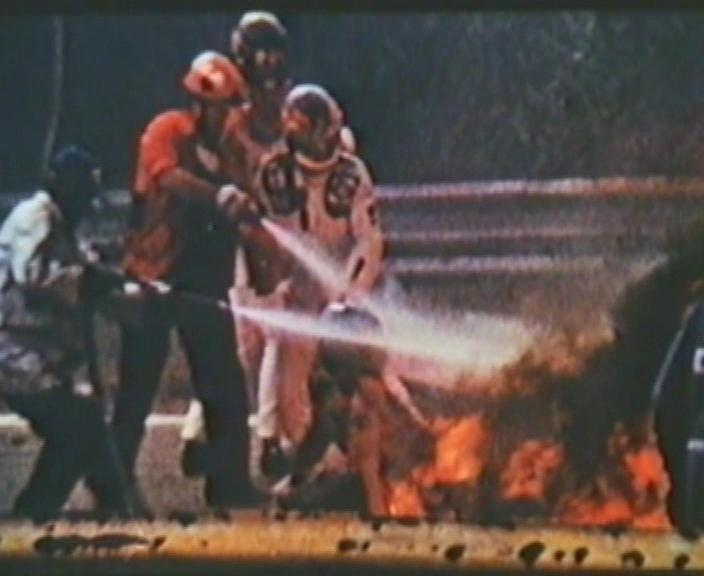
Ronnie Peterson estratto dalla sua vettura in fiamme dopo l'incidente alla partenza.

Fu molto lungo il lavoro dei commissari di pista per pulire il tracciato dai detriti. Oltre a Peterson, Brambilla e Stuck, non poterono riprendere la gara Brett Lunger e Didier Pironi, a causa dell'indisponibilità delle rispettive vetture. Rimasero così in gara 19 vetture, mentre nessuno dei non qualificati, che avrebbe potuto sostituire i non partenti, fu pronto per la ripartenza, fissata per le 17:15, poi posticipata alle 17:30, due ore dopo la prima partenza. Nel nuovo giro di formazione Jody Scheckter fece sbattere la sua Wolf contro le barriere alla seconda di Lesmo. Il pilota rimase incolume. I piloti, guidati da Carlos Reutemann e Mario Andretti, chiesero di poter ispezionare il luogo del nuovo incidente e chiesero la riparazione del guardrail, scontrandosi con la volontà degli organizzatori di procedere immediatamente alla partenza. Venne deciso di accettare la richiesta dei piloti, decidendo così di riparare il guardrail.

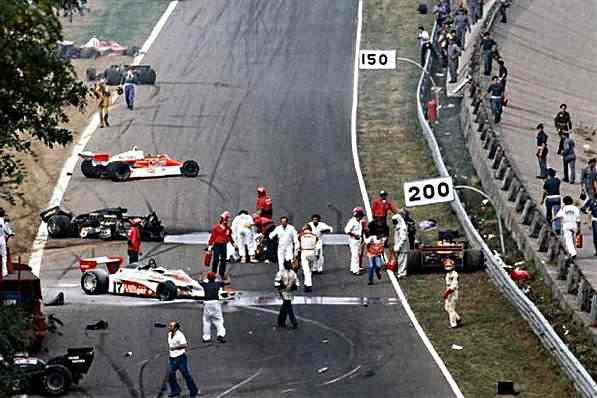
Il luogo dell'incidente dopo lo spegnimento delle fiamme

Si ripartì alle 18:15, con la gara ridotta a soli 40 giri a causa dell'imminente tramonto. Alla nuova partenza Gilles Villeneuve e Mario Andretti anticiparono lo starter (che indugiò nel dare il semaforo verde) e si posero in testa al gruppo, precedendo Jean-Pierre Jabouille, Niki Lauda, Carlos Reutemann e Alan Jones. Il motore turbo della Renault di Jabouille cedette al sesto giro, mentre John Watson risalì fino alla quinta posizione dopo 9 giri. Watson, al termine della gara, dichiarò che era stato indotto a credere che la gara fosse stata resa non valida per il campionato, vista la partenza dei primi due così anticipata, a cui non aveva fatto subito seguito una penalizzazione.
La direzione di gara, solo dopo aver visionato le immagini della partenza, decise di penalizzare Villeneuve e Andretti di un minuto, per la partenza anticipata. Ora perciò era Lauda a condurre (anche se di fatto era terzo dietro ai due penalizzati) davanti a Reutemann, Watson e Alan Jones.
Al giro 18 Riccardo Patrese e Jacques Laffite superarono Jones ma il padovano si ritirò dieci giri dopo col motore rotto. Tre giri dopo Watson superò Carlos Reutemann mentre Jones fu costretto a fermarsi per cambiare gli pneumatici.
Quando mancavano 5 giri al termine Andretti passò Villeneuve, tagliando il traguardo davanti al canadese; in classifica i due, penalizzati, vennero posizionati sesto e settimo. Vinse così Niki Lauda davanti a Watson, Reutemann, Laffite e Tambay. Di fatto l'austriaco vinse la gara senza mai aver condotto in testa, evento che non si verificava dalla vittoria di Tony Brooks nel Gran Premio di Gran Bretagna 1957.
La Brabham colse peraltro una doppietta che mancava da quattro stagioni (Gran Premio degli Stati Uniti 1974, Carlos Reutemann primo, Carlos Pace secondo), segnando la dodicesima e ultima vittoria per una vettura motorizzata Alfa Romeo.
Mario Andretti al contempo ottenne la certezza matematica del titolo iridato, poiché Peterson, gravemente infortunato, era il solo pilota che poteva ancora impensierirlo per il campionato.

### Risultati
I risultati del gran premio furono i seguenti:
| Pos | No | Pilota                | Costruttore              | Giri | Tempo/Ritiro      | Pos. Griglia | Punti |
| --- | -- | --------------------- | ------------------------ | ---- | ----------------- | ------------ | ----- |
| 1   | 1  | Niki Lauda            | Brabham-Alfa Romeo       | 40   | 1h07'04"54        | 4            | 9     |
| 2   | 2  | John Watson           | Brabham-Alfa Romeo       | 40   | +1"48             | 7            | 6     |
| 3   | 11 | Carlos Reutemann      | Ferrari                  | 40   | +20"47            | 11           | 4     |
| 4   | 26 | Jacques Laffite       | Ligier-Matra             | 40   | +37"53            | 8            | 3     |
| 5   | 8  | Patrick Tambay        | McLaren-Ford Cosworth    | 40   | +40"39            | 19           | 2     |
| 6   | 5  | Mario Andretti        | Lotus-Ford Cosworth      | 40   | +46"33            | 1            | 1     |
| 7   | 12 | Gilles Villeneuve     | Ferrari                  | 40   | +48"48            | 2            |       |
| 8   | 14 | Emerson Fittipaldi    | Fittipaldi-Ford Cosworth | 40   | +55"24            | 13           |       |
| 9   | 29 | Nelson Piquet         | McLaren-Ford Cosworth    | 40   | +1'06"83          | 24           |       |
| 10  | 22 | Derek Daly            | Ensign-Ford Cosworth     | 40   | +1'09"11          | 18           |       |
| 11  | 4  | Patrick Depailler     | Tyrrell-Ford Cosworth    | 40   | +1'16"57          | 16           |       |
| 12  | 20 | Jody Scheckter        | Wolf-Ford Cosworth       | 39   | +1 giro           | 9            |       |
| 13  | 27 | Alan Jones            | Williams-Ford Cosworth   | 39   | +1 giro           | 6            |       |
| 14  | 33 | Bruno Giacomelli      | McLaren-Ford Cosworth    | 39   | +1 giro           | 20           |       |
| NC  | 17 | Clay Regazzoni        | Shadow-Ford Cosworth     | 33   | +7 giri           | 15           |       |
| Rit | 35 | Riccardo Patrese      | Arrows-Ford Cosworth     | 28   | Motore            | 12           |       |
| Rit | 7  | James Hunt            | McLaren-Ford Cosworth    | 19   | Distributore      | 10           |       |
| Rit | 37 | Arturo Merzario       | Merzario-Ford Cosworth   | 14   | Motore            | 22           |       |
| Rit | 15 | Jean-Pierre Jabouille | Renault                  | 6    | Motore            | 3            |       |
| Rit | 6  | Ronnie Peterson       | Lotus-Ford Cosworth      | 0    | Incidente mortale | 5            |       |
| Rit | 3  | Didier Pironi         | Tyrrell-Ford Cosworth    | 0    | Incidente         | 14           |       |
| Rit | 16 | Hans-Joachim Stuck    | Shadow-Ford Cosworth     | 0    | Incidente         | 17           |       |
| Rit | 30 | Brett Lunger          | McLaren-Ford Cosworth    | 0    | Incidente         | 21           |       |
| Rit | 19 | Vittorio Brambilla    | Surtees-Ford Cosworth    | 0    | Incidente         | 23           |       |
| NQ  | 25 | Héctor Rebaque        | Lotus-Ford Cosworth      |      |                   |              |       |
| NQ  | 10 | Harald Ertl           | ATS-Ford Cosworth        |      |                   |              |       |
| NQ  | 9  | Michael Bleekemolen   | ATS-Ford Cosworth        |      |                   |              |       |
| NQ  | 18 | Gimax                 | Surtees-Ford Cosworth    |      |                   |              |       |
| NPQ | 23 | Harald Ertl           | Ensign-Ford Cosworth     |      |                   |              |       |
| NPQ | 32 | Keke Rosberg          | Wolf-Ford Cosworth       |      |                   |              |       |
| NPQ | 36 | Rolf Stommelen        | Arrows-Ford Cosworth     |      |                   |              |       |
| NPQ | 38 | Alberto Colombo       | Merzario-Ford Cosworth   |      |                   |              |       |

## Classifiche

### Piloti
| Pos. | Pilota             | Punti |
| ---- | ------------------ | ----- |
| 1    | Mario Andretti     | 64    |
| 2    | Ronnie Peterson    | 51    |
| 3    | Niki Lauda         | 44    |
| 4    | Carlos Reutemann   | 35    |
| 5    | Patrick Depailler  | 32    |
| 6    | John Watson        | 25    |
| 7    | Jacques Laffite    | 19    |
| 8    | Emerson Fittipaldi | 15    |
| 9    | Jody Scheckter     | 14    |
| 10   | Riccardo Patrese   | 8     |
| 11   | Gilles Villeneuve  | 8     |
| =    | James Hunt         | 8     |
| 13   | Patrick Tambay     | 7     |
| 14   | Didier Pironi      | 7     |
| 15   | Alan Jones         | 5     |
| 16   | Clay Regazzoni     | 4     |
| 17   | Hans-Joachim Stuck | 2     |
| 18   | Vittorio Brambilla | 1     |
| 19   | Héctor Rebaque     | 1     |

### Costruttori
| Pos. | Team                     | Punti |
| ---- | ------------------------ | ----- |
| 1    | Lotus-Ford Cosworth      | 86    |
| 2    | Brabham-Alfa Romeo       | 53    |
| 3    | Ferrari                  | 40    |
| 4    | Tyrrell -Ford Cosworth   | 36    |
| 5    | Ligier-Matra             | 19    |
| 6    | Fittipaldi-Ford Cosworth | 15    |
| 7    | Wolf-Ford Cosworth       | 14    |
| 8    | McLaren-Ford Cosworth    | 14    |
| 9    | Arrows-Ford Cosworth     | 8     |
| 10   | Shadow-Ford Cosworth     | 6     |
| 11   | Williams-Ford Cosworth   | 5     |
| 12   | Surtees-Ford Cosworth    | 1     |

## Polemiche dopo la gara
Al termine della gara vi furono pesanti polemiche in merito alla sicurezza del tracciato monzese. Niki Lauda, che non si presentò sul podio e lasciò immediatamente il tracciato,
affermò:
Successivamente il pilota della Brabham, in un'intervista alla radio austriaca, accusò lo starter della gara di incompetenza.
Mario Andretti, neo campione del mondo, aggiunse:

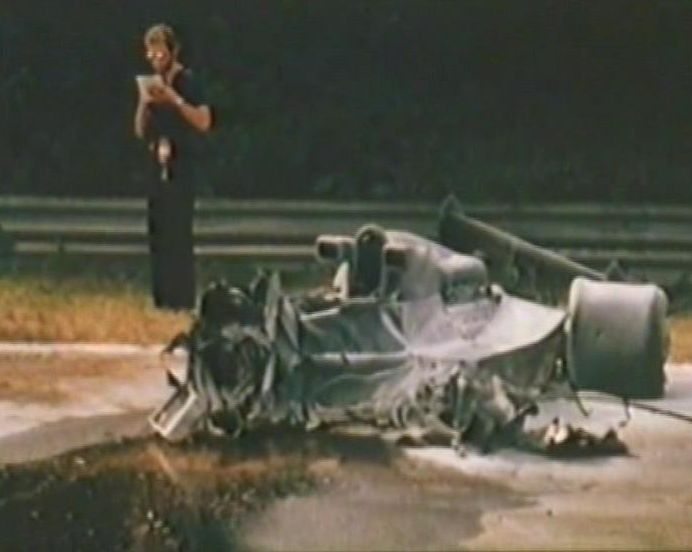
Quello che restava della vettura di Ronnie Peterson dopo l'incidente alla prima partenza.

Clay Regazzoni, che inizialmente era stato accusato per l'incidente da Bernie Ecclestone, replicò:
. L'incidente di oggi è stato provocato in gran parte anche da una errata partenza data dal direttore di corsa Restelli. Quando è scattato il verde c'erano ancora molti piloti che non avevano completato l'allineamento, e quindi hanno effettuato una partenza lanciata. Un uomo come lui dovrebbe sapere che in poche centinaia di metri noi arriviamo alle chicanes ad oltre 200 all'ora.»
In merito ai soccorsi il ticinese accusò il dr. Watkins, medico del mondiale, di non essere giunto tempestivamente sul luogo dell'incidente.
Il primario del pronto soccorso dell'Ospedale Niguarda di Milano, ove erano stati ricoverati Ronnie Peterson e Vittorio Brambilla comunicò che lo svedese aveva ustioni di primo grado e numerose fratture mentre Brambilla aveva subito una frattura laterale esterna sinistra alla volta cranica con trauma cranico-encefalico. Aggiunse che Brambilla era più grave dello svedese anche se lo svedese avrebbe dovuto subire una degenza molto più lunga.
Lo svedese, che subì un intervento di oltre sei ore al fine di ridurre le molte fratture, entrò, alle 06:15 del lunedì mattina, in coma respiratorio e decedette alle 09:50. Il decesso venne attribuito a una tromboembolia grassosa (adiposa). La decisione di operare il pilota subito dopo l'incidente venne criticata da specialisti svedesi e italiani. Gli accertamenti effettuati dopo il decesso esclusero che il corpo fosse stato intossicato da ossido di carbonio o da altre sostanze sprigionate dall'incendio della sua monoposto. Le responsabilità del personale dell'ospedale milanese vennero escluse dal neurologo inglese Eric Watkins, che era giunto da Londra, subito a seguito dell'incidente, per assistere Peterson. Nel pomeriggio del 13 settembre, con un aereo della sua scuderia, il corpo dello svedese venne trasportato a Stoccolma. Due giorni dopo si svolsero le esequie del pilota nella sua città natale, Örebro, presso la chiesa di San Nikolai, a cui parteciparono la sua scuderia e diversi piloti e manager della Formula 1.
In Svezia si propose, a seguito della morte di Peterson, di vietare le corse automobilistiche e di riconvertire ad altro uso il Circuito di Anderstorp. La morte del pilota svedese scatenò anche la reazione dell'Osservatore Romano, che ospitò l'intervento del teologo Gino Concetti, che si spinse a chiedere il divieto di corse automobilistiche nelle quali non fosse garantita l'incolumità dei piloti.
Le condizioni di Brambilla migliorarono invece gradualmente. Il 18 settembre venne sciolta la prognosi per il pilota monzese, che comunque non prese più parte a nessun gran premio nella stagione.
Con la morte di Peterson, avvenuta a Milano, la competenza del caso passò alla Procura della Repubblica del capoluogo lombardo, che affidò il caso ad Armando Spataro. Il magistrato dispose il sequestro di tutte le vetture coinvolte, l'acquisizione e delle immagini disponibili e dell'autopsia di Peterson. L'inchiesta sportiva venne condotta dal direttore dell'Autodromo nazionale di Monza, Giuseppe Bacigaluppi, coadiuvato da Robert Langford, in rappresentanza della CSI. Anche il governo italiano, tramite il ministro per il Turismo e Spettacolo, Carlo Pastorino, promosse una sua indagine amministrativa sull'incidente.
Secondo la ricostruzione fatta Hunt si trovò chiuso tra Patrese e Peterson, la sua vettura agganciò quella dello svedese che andò a picchiare contro il guardrail, ripiombando in pista all'arrivo della monoposto di Brambilla. James Hunt accusò Riccardo Patrese per la manovra, considerata troppo brusca, di spostamento verso l'interno del tracciato, che avrebbe costretto il britannico a toccare la vettura di Peterson. Patrese rigettò le accuse. Anche Emerson Fittipaldi criticò la manovra del padovano, chiedendo che gli venisse ritirata la licenza per correre in Formula 1, mentre Carlos Reutemann rivelò che, prima del gran premio, aveva chiesto all'Arrows, scuderia di Patrese, di raccomandare al pilota un comportamento più prudente. Alcune immagini, girate da un'emittente privata milanese, Antenna Nord, mostravano però anche uno spostamento dalla traiettoria di Jody Scheckter verso destra, nel tentativo di passare Jacques Laffite: questo movimento avrebbe a sua volta costretto Patrese a spostarsi a sinistra.
Gli organizzatori del Gran Premio di Watkins Glen, quello successivo a quello di Monza, rifiutarono l'iscrizione alla gara di Patrese, in seguito alle polemiche scoppiate sulla sua condotta di gara. La decisione fu influenzata dalla pressione di alcuni colleghi del padovano (Niki Lauda, James Hunt, John Watson e Emerson Fittipaldi) che si sarebbero rifiutati di prendere parte al gran premio in caso di sua presenza.
La Procura di Milano inviò delle comunicazioni giudiziarie a Patrese e allo starter, Gianni Restelli. La procura si avvalse del contributo di una commissione tecnica di cui fecero parte diverse personalità, tra cui Cesare Fiorio, allora presidente dell'Asa Fiat-Lancia-Abarth Corse.
Patrese e Restelli vennero citati a giudizio, per omicidio colposo, nel febbraio del 1981. Mario Andretti prese le difese di Patrese affermando che l'incidente era dovuto a una fatalità e non vi erano responsabilità di Patrese. Per l'accusa invece Patrese aveva effettuato una manovra che aveva costretto la vettura di James Hunt a collidere con quella di Ronnie Peterson. Rastelli venne invece accusato di aver azionato la luce verde del via troppo precipitosamente, quando le ultime file dello schieramento non erano ancora ferme. Secondo la stampa il giudizio della commissione di esperti scagionava Patrese e Restelli, ma vi sarebbe stata una tesi opposta in una relazione della polizia stradale di Arcore.
L'accusa, dopo il dibattimento, chiese la condanna a 8 mesi, con la condizionale, per Riccardo Patrese per omicidio colposo, mentre per Gianni Restelli venne chiesta l'assoluzione per non aver commesso il fatto. Nonostante le testimonianze non favorevoli di James Hunt e Arturo Merzario nei confronti di Patrese, vennero entrambi assolti.